# 大城子镇 (宁城县)
大城子镇（蒙古语：玛拉图），是中华人民共和国内蒙古自治区赤峰市宁城县下辖的一个行政建制镇。
大城子镇曾是喀喇沁中旗王府所在地，东为大明镇，西为喀喇沁旗，南为三座店镇，北为小城子镇。

## 行政区划
2022年时，全镇总面积395平方公里，下辖19个行政村，184个村民组，13256户、37397人。
国家统计局网站数据，大城子镇下辖以下地区：
上五家村、下五家村、瓦南村、瓦北村、瓦中村、大梁东村、四龙村、富和村、松树台村、乃林皋村、鸡冠山村、樱桃沟村、宁家营子村、碾子沟村、朝阳湾子村、榆树林村、北台子村、张麻子沟村和狍子坡村。